# Warabe
Warabe (わらべ) est un groupe féminin de J-pop, actif de 1982 à 1985.

## Histoire
Le groupe est créé dans le cadre de l'émission télévisée Kinchan no Doko Made Yaru no? (ja) (欽ちゃんのどこまでやるの!?), et est composé au départ des trois idoles japonaises qui incarnent les trois sœurs de la famille Kindoko héroîne du programme : Kanae, Nozomi, et Tamae. Après la sortie d'un single et d'un album, Tomoko Takabe qui incarne Nozomi doit quitter l'émission et le groupe en 1983 à la suite d'un scandale médiatique, mais continuera à tourner par ailleurs durant le reste des années 1980. Le groupe sortira encore en duo trois singles et un album avant de se séparer à la fin de l'émission en 1986. Atsumi Kurasawa, qui incarne Kanae, a débuté en 1984 en parallèle au groupe une carrière en solo sous son vrai nom, et sortira de nombreux disques jusqu'en 1987.

## Membres
- Kanae, de son vrai nom Atsumi Kurasawa (倉沢 淳美, Kurasawa Atsumi?, née le 20 avril 1967), soliste durant les années 1980.
- Nozomi, de son vrai nom Tomoko Takabe (ja) (高部 知子, Takabe Tomoko?, née le 27 aout 1967), quitte en 1983, actrice.
- Tamae, de son vrai nom Mami Takahashi (ja) (高橋 真美, Takahashi Mami?, née le 20 septembre 1967).